# Гідравлічне опресування трубопроводів
Гідравлічне опресування трубопроводів — перевірка трубопроводів водою на герметичність, їх зварних (або різьових) з'єднин і випробування на механічну міцність. Трубопровід вважається герметичним, якщо протягом певного часу (0,5-6 год.) тиск у трубопроводі не змінився. Необхідний тиск випробування повинен перевищувати в 1,5 рази робочий.
Створення напружень, які рівні або перевищують границю текучості, може призвести до зниження пластичних властивостей матеріалу труб. Для труб, матеріал яких не має чітко вираженої властивості пластичності, при випробуваннях необхідно доводити випробувальну кільцеву напругу до 0,9 границі текучості, а для труб, що мають таку властивість до границі текучості. Довжина ділянок, які випробовуються одночасно, вибирається у відповідності з рельєфом місцевості з таким розрахунком, щоб усі труби були випробувані однаковим тиском, а на дільницях, де є провали рельєфу, тиск не виявився надмірно великим.
Тріщини по тілу труби при опресуванні можуть розкриватися не завжди. Згідно із дослідженнями, тільки після десятиразового піддавання труб тиску можна виявити більшість дефектів при опресуванні. Також не всі дефекти виявляються і при дефектоскопії тіла труб і муфт, яка проводиться ультразвуковим методом. Дефектоскопію необхідно проводити після опресування труб, тобто після створення деформації і розкриття дефектів. 